# Chinattus parvulus
Chinattus parvulus là một loài nhện trong họ Salticidae.
Loài này thuộc chi Chinattus. Chinattus parvulus được Richard C. Banks miêu tả năm 1895.